# Mistrovství světa ve fotbale hráčů do 20 let 2015
Mistrovství světa ve fotbale hráčů do 20 let 2015 se konalo od 30. května do 20. června 2015 na Novém Zélandu. Turnaj pořádaný pod patronací FIFA byl dvanáctým v historii. Odehrál se ve městech Auckland, Christchurch, Dunedin, Hamilton, New Plymouth, Wellington a Whangarei. Vítězem se stala srbská fotbalová reprezentace do 20 let, pro kterou to byl premiérový titul v této kategorii. Navázala tak na jugoslávský výběr do 20 let, který vyhrál MS U20 v roce 1987.

## Účastníci
| Konfederace                                   | Kvalifikační turnaj                                       | Kvalifikované týmy                                    |
| --------------------------------------------- | --------------------------------------------------------- | ----------------------------------------------------- |
| AFC (Asie)                                    | Mistrovství Asie ve fotbale hráčů do 19 let 2014          | Myanmar Severní Korea Katar Uzbekistán                |
| CAF (Afrika)                                  | Mistrovství Afriky ve fotbale hráčů do 20 let 2015        | Ghana Mali Nigérie Senegal                            |
| CONCACAF (Severní, Střední Amerika a Karibik) | Mistrovství ve fotbale zemí CONCACAF do 20 let 2015       | Honduras Mexiko Panama USA                            |
| CONMEBOL (Jižní Amerika)                      | Mistrovství Jižní Ameriky ve fotbale hráčů do 20 let 2015 | Argentina Brazílie Kolumbie Uruguay                   |
| OFC (Oceánie)                                 | Mistrovství Oceánie ve fotbale hráčů do 20 let 2014       | Fidži                                                 |
| UEFA (Evropa)                                 | Mistrovství Evropy ve fotbale hráčů do 19 let 2014        | Rakousko Německo Maďarsko Portugalsko Srbsko Ukrajina |
| Pořadatel                                     | Pořadatel                                                 | Nový Zéland                                           |

## Skupinová fáze
| Vysvětlivky | Vysvětlivky                                                                                           |
| ----------- | --- |
|             | První dva týmy z každé skupiny a čtyři nejlepší týmy na třetích místech postoupily do vyřazovací fáze |

### Skupina A
| Tým         | Z | V | R | P | VG | IG | +/− | B |
| ----------- | - | - | - | - | -- | -- | --- | - |
| Ukrajina    | 3 | 2 | 1 | 0 | 9  | 0  | +9  | 7 |
| USA         | 3 | 2 | 0 | 1 | 6  | 4  | +2  | 6 |
| Nový Zéland | 3 | 1 | 1 | 1 | 5  | 5  | 0   | 4 |
| Myanmar     | 3 | 0 | 0 | 3 | 2  | 13 | −11 | 0 |

| 30. května 2015 3:00 |        |          |                                                                         |
| Nový Zéland          | 0 – 0  | Ukrajina | North Harbour Stadium, Auckland diváci: 25 000 rozhodčí: Mauro Vigliano |
|                      | Report |          | North Harbour Stadium, Auckland diváci: 25 000 rozhodčí: Mauro Vigliano |

| 30. května 2015 6:00 |        |             |                                                                            |
| USA                  | 2 – 1  | Myanmar     | Northland Events Centre, Whangarei diváci: 5 816 rozhodčí: Bernard Camille |
| Tall 17' Hyndman 56' | Report | Y. N. Oo 9' | Northland Events Centre, Whangarei diváci: 5 816 rozhodčí: Bernard Camille |

| 2. června 2015 3:00 |        |                                                                       |                                                                            |
| Myanmar             | 0 – 6  | Ukrajina                                                              | Northland Events Centre, Whangarei diváci: 4 985 rozhodčí: Ricardo Marques |
|                     | Report | Jaremčuk 51' Luchkevych 54' Kovalenko 57', 77' Sobol 68' Besyedin 71' | Northland Events Centre, Whangarei diváci: 4 985 rozhodčí: Ricardo Marques |

| 2. června 2015 9:00 |        |                                               |                                                                              |
| Nový Zéland         | 0 – 4  | USA                                           | North Harbour Stadium, Auckland diváci: 15 678 rozhodčí: Antonio Mateu Lahoz |
|                     | Report | Jamieson 6' Hyndman 33' Arriola 58' Rubin 83' | North Harbour Stadium, Auckland diváci: 15 678 rozhodčí: Antonio Mateu Lahoz |

| 5. června 2015 9:00 |        |                                                                    |                                                                             |
| Myanmar             | 1 – 5  | Nový Zéland                                                        | Wellington Regional Stadium, Wellington diváci: 15 527 rozhodčí: Jhon Pitti |
| Aung Thu 28'        | Report | Billingsley 40' Patterson 47' Stevens 78' Brotherton 81' Lewis 89' | Wellington Regional Stadium, Wellington diváci: 15 527 rozhodčí: Jhon Pitti |

| 5. června 2015 9:00     |        |     |                                                                            |
| Ukrajina                | 3 – 0  | USA | North Harbour Stadium, Auckland diváci: 7 694 rozhodčí: Eric Otogo-Castane |
| Kovalenko 56', 74', 79' | Report |     | North Harbour Stadium, Auckland diváci: 7 694 rozhodčí: Eric Otogo-Castane |

### Skupina B
| Tým       | Z | V | R | P | VG | IG | +/− | B |
| --------- | - | - | - | - | -- | -- | --- | - |
| Ghana     | 3 | 2 | 1 | 0 | 5  | 3  | +2  | 7 |
| Rakousko  | 3 | 1 | 2 | 0 | 3  | 2  | +1  | 5 |
| Argentina | 3 | 0 | 2 | 1 | 4  | 5  | −1  | 2 |
| Panama    | 3 | 0 | 1 | 2 | 3  | 5  | −2  | 1 |

| 30. května 2015 6:00 |        |                           |                                                                                   |
| Argentina            | 2 – 2  | Panama                    | Wellington Regional Stadium, Wellington diváci: 9 204 rozhodčí: Artur Soares Dias |
| Correa 14', 79'      | Report | Rodríguez 19' Escobar 84' | Wellington Regional Stadium, Wellington diváci: 9 204 rozhodčí: Artur Soares Dias |

| 30. května 2015 9:00   |        |               |                                                                                  |
| Ghana                  | 1 – 1  | Rakousko      | Wellington Regional Stadium, Wellington diváci: 9 204 rozhodčí: Fahad Al-Mirdasi |
| Y. Yeboah 90+1' (pen.) | Report | Gschweidl 50' | Wellington Regional Stadium, Wellington diváci: 9 204 rozhodčí: Fahad Al-Mirdasi |

| 2. června 2015 6:00               |        |             |                                                                              |
| Rakousko                          | 2 – 1  | Panama      | Wellington Regional Stadium, Wellington diváci: 2 009 rozhodčí: Gehad Grisha |
| Hormechea 45+1' (vl.) Grubeck 51' | Report | Escobar 38' | Wellington Regional Stadium, Wellington diváci: 2 009 rozhodčí: Gehad Grisha |

| 2. června 2015 9:00     |        |                                                |                                                                            |
| Argentina               | 2 – 3  | Ghana                                          | Wellington Regional Stadium, Wellington diváci: 5 542 rozhodčí: Ivan Bebek |
| Simeone 80' Buendía 90' | Report | B. Tetteh 44' Aboagye 59' Y. Yeboah 69' (pen.) | Wellington Regional Stadium, Wellington diváci: 5 542 rozhodčí: Ivan Bebek |

| 5. června 2015 6:00 |        |           |                                                                             |
| Rakousko            | 0 – 0  | Argentina | Wellington Regional Stadium, Wellington diváci: 13 874 rozhodčí: Ryuji Sato |
|                     | Report |           | Wellington Regional Stadium, Wellington diváci: 13 874 rozhodčí: Ryuji Sato |

| 5. června 2015 6:00 |        |             |                                                                        |
| Panama              | 0 – 1  | Ghana       | North Harbour Stadium, Auckland diváci: 3 637 rozhodčí: Daniele Orsato |
|                     | Report | Boateng 82' | North Harbour Stadium, Auckland diváci: 3 637 rozhodčí: Daniele Orsato |

### Skupina C
| Tým         | Z | V | R | P | VG | IG | +/− | B |
| ----------- | - | - | - | - | -- | -- | --- | - |
| Portugalsko | 3 | 3 | 0 | 0 | 10 | 1  | +9  | 9 |
| Kolumbie    | 3 | 1 | 1 | 1 | 3  | 4  | −1  | 4 |
| Senegal     | 3 | 1 | 1 | 1 | 3  | 5  | −2  | 4 |
| Katar       | 3 | 0 | 0 | 3 | 1  | 7  | −6  | 0 |

| 31. května 2015 3:00 |        |               |                                                               |
| Katar                | 0 – 1  | Kolumbie      | Waikato Stadium, Hamilton diváci: 7 461 rozhodčí: Matt Conger |
|                      | Report | Rodríguez 24' | Waikato Stadium, Hamilton diváci: 7 461 rozhodčí: Matt Conger |

| 31. května 2015 6:00            |        |         |                                                                       |
| Portugalsko                     | 3 – 0  | Senegal | Waikato Stadium, Hamilton diváci: 10 362 rozhodčí: César Arturo Ramos |
| Martins 1' Silva 90' Nuno 90+2' | Report |         | Waikato Stadium, Hamilton diváci: 10 362 rozhodčí: César Arturo Ramos |

| 3. června 2015 6:00 |        |                                    |                                                                    |
| Katar               | 0 – 4  | Portugalsko                        | Waikato Stadium, Hamilton diváci: 1 864 rozhodčí: Daniel Fedorczuk |
|                     | Report | Silva 34' Ivo 42', 66' Vigário 74' | Waikato Stadium, Hamilton diváci: 1 864 rozhodčí: Daniel Fedorczuk |

| 3. června 2015 9:00 |        |                   |                                                              |
| Senegal             | 1 – 1  | Kolumbie          | Waikato Stadium, Hamilton diváci: 3 981 rozhodčí: István Vad |
| Thiam 23'           | Report | Zapata 43' (pen.) | Waikato Stadium, Hamilton diváci: 3 981 rozhodčí: István Vad |

| 6. června 2015 3:00 |        |                 |                                                                |
| Senegal             | 2 – 1  | Katar           | Waikato Stadium, Hamilton diváci: 3 791 rozhodčí: Felix Zwayer |
| Sylla 76' Koné 81'  | Report | Afif 17' (pen.) | Waikato Stadium, Hamilton diváci: 3 791 rozhodčí: Felix Zwayer |

| 6. června 2015 3:00 |        |                                 |                                                               |
| Kolumbie            | 1 – 3  | Portugalsko                     | Otago Stadium, Dunedin diváci: 6 950 rozhodčí: Henry Bejarano |
| Borré 74'           | Report | Santos 3' Silva 55' (pen.), 67' | Otago Stadium, Dunedin diváci: 6 950 rozhodčí: Henry Bejarano |

### Skupina D
| Tým     | Z | V | R | P | VG | IG | +/− | B |
| ------- | - | - | - | - | -- | -- | --- | - |
| Srbsko  | 3 | 2 | 0 | 1 | 4  | 1  | +3  | 6 |
| Uruguay | 3 | 1 | 1 | 1 | 3  | 3  | 0   | 4 |
| Mali    | 3 | 1 | 1 | 1 | 3  | 3  | 0   | 4 |
| Mexiko  | 3 | 1 | 0 | 2 | 2  | 5  | −3  | 3 |

| 31. května 2015 3:00 |        |                          |                                                             |
| Mexiko               | 0 – 2  | Mali                     | Otago Stadium, Dunedin diváci: 4 299 rozhodčí: Felix Zwayer |
|                      | Report | A. Traoré 77' Gbakle 79' | Otago Stadium, Dunedin diváci: 4 299 rozhodčí: Felix Zwayer |

| 31. května 2015 6:00 |        |        |                                                           |
| Uruguay              | 1 – 0  | Srbsko | Otago Stadium, Dunedin diváci: 6 048 rozhodčí: Ryuji Sato |
| Pereiro 56'          | Report |        | Otago Stadium, Dunedin diváci: 6 048 rozhodčí: Ryuji Sato |

| 3. června 2015 6:00        |        |            |                                                               |
| Mexiko                     | 2 – 1  | Uruguay    | Otago Stadium, Dunedin diváci: 2 038 rozhodčí: Ovidiu Hațegan |
| Lozano 71' Gutiérrez 90+3' | Report | Suárez 83' | Otago Stadium, Dunedin diváci: 2 038 rozhodčí: Ovidiu Hațegan |

| 3. června 2015 9:00                |        |      |                                                               |
| Srbsko                             | 2 – 0  | Mali | Otago Stadium, Dunedin diváci: 4 012 rozhodčí: Roddy Zambrano |
| S. Milinković-Savić 27' Mandić 74' | Report |      | Otago Stadium, Dunedin diváci: 4 012 rozhodčí: Roddy Zambrano |

| 6. června 2015 6:00        |        |        |                                                                |
| Srbsko                     | 2 – 0  | Mexiko | Otago Stadium, Dunedin diváci: 9 248 rozhodčí: Ricardo Marques |
| Maksimović 2' Živković 43' | Report |        | Otago Stadium, Dunedin diváci: 9 248 rozhodčí: Ricardo Marques |

| 6. června 2015 6:00 |        |            |                                                                     |
| Mali                | 1 – 1  | Uruguay    | Waikato Stadium, Hamilton diváci: 6 791 rozhodčí: Artur Soares Dias |
| A. Traoré 44'       | Report | Acosta 17' | Waikato Stadium, Hamilton diváci: 6 791 rozhodčí: Artur Soares Dias |

### Skupina E
| Tým           | Z | V | R | P | VG | IG | +/− | B |
| ------------- | - | - | - | - | -- | -- | --- | - |
| Brazílie      | 3 | 3 | 0 | 0 | 9  | 3  | +6  | 9 |
| Nigérie       | 3 | 2 | 0 | 1 | 8  | 4  | +4  | 6 |
| Maďarsko      | 3 | 1 | 0 | 2 | 6  | 5  | +1  | 3 |
| Severní Korea | 3 | 0 | 0 | 3 | 1  | 12 | −11 | 0 |

| 1. června 2015 3:00    |        |                                                 |                                                                       |
| Nigérie                | 2 – 4  | Brazílie                                        | Stadium Taranaki, New Plymouth diváci: 5 887 rozhodčí: Daniele Orsato |
| Success 10' Yahaya 28' | Report | Gabriel Jesus 4' Judivan 34', 82' Boschilia 59' | Stadium Taranaki, New Plymouth diváci: 5 887 rozhodčí: Daniele Orsato |

| 1. června 2015 6:00 |        |                                            |                                                                       |
| Severní Korea       | 1 – 5  | Maďarsko                                   | Stadium Taranaki, New Plymouth diváci: 8 153 rozhodčí: Henry Bejarano |
| Choe Ju-song 32'    | Report | Mervó 17', 49', 82' Kalmár 33' Forgács 60' | Stadium Taranaki, New Plymouth diváci: 8 153 rozhodčí: Henry Bejarano |

| 4. června 2015 6:00                     |        |               |                                                                       |
| Nigérie                                 | 4 – 0  | Severní Korea | Stadium Taranaki, New Plymouth diváci: 1 114 rozhodčí: Mauro Vigliano |
| Saviour 48', 51' Sokari 71' Success 80' | Report |               | Stadium Taranaki, New Plymouth diváci: 1 114 rozhodčí: Mauro Vigliano |

| 4. června 2015 9:00 |        |                               |                                                                         |
| Maďarsko            | 1 – 2  | Brazílie                      | Stadium Taranaki, New Plymouth diváci: 4 077 rozhodčí: Fahad Al-Mirdasi |
| Mervó 8'            | Report | Danilo 50' Pereira 86' (pen.) | Stadium Taranaki, New Plymouth diváci: 4 077 rozhodčí: Fahad Al-Mirdasi |

| 7. června 2015 7:00 |        |                  |                                                                       |
| Maďarsko            | 0 – 2  | Nigérie          | Stadium Taranaki, New Plymouth diváci: 3 184 rozhodčí: Roddy Zambrano |
|                     | Report | Awoniyi 33', 54' | Stadium Taranaki, New Plymouth diváci: 3 184 rozhodčí: Roddy Zambrano |

| 7. června 2015 7:00                                    |        |               |                                                                         |
| Brazílie                                               | 3 – 0  | Severní Korea | Christchurch Stadium, Christchurch diváci: 15 298 rozhodčí: Matt Conger |
| Min Hyo-song 60' (vl.) Jean Carlos 66' Léo Pereira 86' | Report |               | Christchurch Stadium, Christchurch diváci: 15 298 rozhodčí: Matt Conger |

### Skupina F
| Tým        | Z | V | R | P | VG | IG | +/− | B |
| ---------- | - | - | - | - | -- | -- | --- | - |
| Německo    | 3 | 3 | 0 | 0 | 16 | 2  | +14 | 9 |
| Uzbekistán | 3 | 1 | 0 | 2 | 6  | 7  | −1  | 3 |
| Honduras   | 3 | 1 | 0 | 2 | 5  | 11 | −6  | 3 |
| Fidži      | 3 | 1 | 0 | 2 | 4  | 11 | −7  | 3 |

| 1. června 2015 3:00                                                                      |        |             |                                                                       |
| Německo                                                                                  | 8 – 1  | Fidži       | Christchurch Stadium, Christchurch diváci: 5 296 rozhodčí: Jhon Pitti |
| Stark 18', 27' Stendera 20' (pen.) Prömel 23' Mukhtar 34', 40', 89' (pen.) Stefaniak 68' | Report | Verevou 48' | Christchurch Stadium, Christchurch diváci: 5 296 rozhodčí: Jhon Pitti |

| 1. června 2015 6:00                         |        |                                            |                                                                               |
| Uzbekistán                                  | 3 – 4  | Honduras                                   | Christchurch Stadium, Christchurch diváci: 6 679 rozhodčí: Eric Otogo-Castane |
| Khamdamov 31' Shomurodov 79' Urinboev 90+6' | Report | Benavídez 4' Róchez 20', 90+2' Álvarez 49' | Christchurch Stadium, Christchurch diváci: 6 679 rozhodčí: Eric Otogo-Castane |

| 4. června 2015 6:00 |        |                                        |                                                                           |
| Honduras            | 0 – 3  | Fidži                                  | Christchurch Stadium, Christchurch diváci: 1 220 rozhodčí: Kim Jong-hyeok |
|                     | Report | Verevou 14' Waqa 19' Álvarez 45' (vl.) | Christchurch Stadium, Christchurch diváci: 1 220 rozhodčí: Kim Jong-hyeok |

| 4. června 2015 9:00            |        |            |                                                                               |
| Německo                        | 3 – 0  | Uzbekistán | Christchurch Stadium, Christchurch diváci: 3 393 rozhodčí: César Arturo Ramos |
| Stendera 33', 85' Akpoguma 59' | Report |            | Christchurch Stadium, Christchurch diváci: 3 393 rozhodčí: César Arturo Ramos |

| 7. června 2015 4:00 |        |                                                                |                                                                              |
| Honduras            | 1 – 5  | Německo                                                        | Christchurch Stadium, Christchurch diváci: 12 045 rozhodčí: Daniel Fedorczuk |
| Schwäbe 19' (vl.)   | Report | Stendera 2' (pen.) Brandt 30' Mukhtar 50' Prömel 62' Stark 81' | Christchurch Stadium, Christchurch diváci: 12 045 rozhodčí: Daniel Fedorczuk |

| 7. června 2015 4:00 |        |                                           |                                                                            |
| Fidži               | 0 – 3  | Uzbekistán                                | Northland Events Centre, Whangarei diváci: 5 011 rozhodčí: Bernard Camille |
|                     | Report | Shomurodov 62' Urinboev 63' Kosimov 90+3' | Northland Events Centre, Whangarei diváci: 5 011 rozhodčí: Bernard Camille |

## Vyřazovací fáze

### Pavouk
|  | Osmifinále                | Osmifinále                |                           |       | Čtvrtfinále   | Čtvrtfinále   |                       |                       | Semifinále | Semifinále |  |  | Finále | Finále |
|  |                           |                           |                           |       |               |               |                       |                       |            |            |  |  |        |        |
|  | 11. června — New Plymouth |                           |                           |       |               |               |                       |                       |            |            |  |  |        |        |
|  |                           |                           |                           |       |               |               |                       |                       |            |            |  |  |        |        |
|  | Brazílie (pen.)           | 0 (5)                     |                           |       |               |               |                       |                       |            |            |  |  |        |        |
|  | Brazílie (pen.)           | 0 (5)                     | 14. června — Hamilton     |       |               |               |                       |                       |            |            |  |  |        |        |
|  | Uruguay                   | 0 (4)                     |                           |       |               |               |                       |                       |            |            |  |  |        |        |
|  | Uruguay                   | 0 (4)                     | Brazílie (pen.)           | 0 (3) |               |               |                       |                       |            |            |  |  |        |        |
|  | 11. června — Hamilton     |                           | Brazílie (pen.)           | 0 (3) |               |               |                       |                       |            |            |  |  |        |        |
|  |                           | Portugalsko               | 0 (1)                     |       |               |               |                       |                       |            |            |  |  |        |        |
|  | Portugalsko               | Portugalsko               | 0 (1)                     | 2     |               |               |                       |                       |            |            |  |  |        |        |
|  | Portugalsko               |                           | 17. června— Christchurch  | 2     |               |               |                       |                       |            |            |  |  |        |        |
|  | Nový Zéland               | 1                         |                           |       |               |               |                       |                       |            |            |  |  |        |        |
|  | Nový Zéland               | 1                         | Brazílie                  | 5     |               |               |                       |                       |            |            |  |  |        |        |
|  | 11. června — Whangarei    |                           | Brazílie                  | 5     |               |               |                       |                       |            |            |  |  |        |        |
|  |                           | Senegal                   | 0                         |       |               |               |                       |                       |            |            |  |  |        |        |
|  | Rakousko                  | Senegal                   | 0                         | 0     |               |               |                       |                       |            |            |  |  |        |        |
|  | Rakousko                  | 14. června — Wellington   |                           | 0     |               |               |                       |                       |            |            |  |  |        |        |
|  | Uzbekistán                | 2                         |                           |       |               |               |                       |                       |            |            |  |  |        |        |
|  | Uzbekistán                | 2                         | Uzbekistán                | 0     |               |               |                       |                       |            |            |  |  |        |        |
|  | 10. června — Auckland     |                           | Uzbekistán                | 0     |               |               |                       |                       |            |            |  |  |        |        |
|  |                           | Senegal                   | 1                         |       |               |               |                       |                       |            |            |  |  |        |        |
|  | Ukrajina                  | Senegal                   | 1                         | 1 (1) |               |               |                       |                       |            |            |  |  |        |        |
|  | Ukrajina                  |                           | 20. června — Auckland     | 1 (1) |               |               |                       |                       |            |            |  |  |        |        |
|  | Senegal (pen.)            | 1 (3)                     |                           |       |               |               |                       |                       |            |            |  |  |        |        |
|  | Senegal (pen.)            | 1 (3)                     | Brazílie                  | 1     |               |               |                       |                       |            |            |  |  |        |        |
|  | 10. června — Wellington   |                           | Brazílie                  | 1     |               |               |                       |                       |            |            |  |  |        |        |
|  |                           | Srbsko (prod.)            | 2                         |       |               |               |                       |                       |            |            |  |  |        |        |
|  | USA                       | Srbsko (prod.)            | 2                         | 1     |               |               |                       |                       |            |            |  |  |        |        |
|  | USA                       | 14. června — Auckland     |                           | 1     |               |               |                       |                       |            |            |  |  |        |        |
|  | Kolumbie                  | 0                         |                           |       |               |               |                       |                       |            |            |  |  |        |        |
|  | Kolumbie                  | 0                         | USA                       | 0 (5) |               |               |                       |                       |            |            |  |  |        |        |
|  | 10. června — Dunedin      |                           | USA                       | 0 (5) |               |               |                       |                       |            |            |  |  |        |        |
|  |                           | Srbsko (pen.)             | 0 (6)                     |       |               |               |                       |                       |            |            |  |  |        |        |
|  | Srbsko (prod.)            | Srbsko (pen.)             | 0 (6)                     | 2     |               |               |                       |                       |            |            |  |  |        |        |
|  | Srbsko (prod.)            |                           | 17. června — Auckland     | 2     |               |               |                       |                       |            |            |  |  |        |        |
|  | Maďarsko                  | 1                         |                           |       |               |               |                       |                       |            |            |  |  |        |        |
|  | Maďarsko                  | 1                         | Srbsko (prod.)            | 2     |               |               |                       |                       |            |            |  |  |        |        |
|  | 10. června — Wellington   |                           | Srbsko (prod.)            | 2     |               |               |                       |                       |            |            |  |  |        |        |
|  |                           | Mali                      | 1                         |       | O třetí místo | O třetí místo |                       |                       |            |            |  |  |        |        |
|  | Ghana                     | Mali                      | 1                         | 0     | O třetí místo | O třetí místo |                       |                       |            |            |  |  |        |        |
|  | Ghana                     | 14. června — Christchurch | 14. června — Christchurch | 0     |               |               | 20. června — Auckland | 20. června — Auckland |            |            |  |  |        |        |
|  | Mali                      | 14. června — Christchurch | 14. června — Christchurch | 3     |               |               | 20. června — Auckland | 20. června — Auckland |            |            |  |  |        |        |
|  | Mali                      | Mali (pen.)               | 1 (4)                     | 3     | Senegal       | 1             |                       |                       |            |            |  |  |        |        |
|  | 11. června — Christchurch | Mali (pen.)               | 1 (4)                     |       | Senegal       | 1             |                       |                       |            |            |  |  |        |        |
|  |                           | Německo                   | 1 (3)                     |       | Mali          | 3             |                       |                       |            |            |  |  |        |        |
|  | Německo                   | Německo                   | 1 (3)                     | 1     | Mali          | 3             |                       |                       |            |            |  |  |        |        |
|  | Německo                   |                           |                           | 1     |               |               |                       |                       |            |            |  |  |        |        |
|  | Nigérie                   | 0                         |                           |       |               |               |                       |                       |            |            |  |  |        |        |
|  | Nigérie                   | 0                         |                           |       |               |               |                       |                       |            |            |  |  |        |        |

### Osmifinále
| 10. června 2015 6:00 |        |                                       |                                                                              |
| Ghana                | 0 – 3  | Mali                                  | Wellington Regional Stadium, Wellington diváci: 2 235 rozhodčí: Gehad Grisha |
|                      | Report | Samassékou 20' Gbakle 53' Doumbia 81' | Wellington Regional Stadium, Wellington diváci: 2 235 rozhodčí: Gehad Grisha |

| 10. června 2015 6:00              |            |           |                                                                    |
| Srbsko                            | 2 – 1 (PP) | Maďarsko  | Otago Stadium, Dunedin diváci: 5 149 rozhodčí: Antonio Mateu Lahoz |
| Šaponjić 90+1' Talabér 118' (vl.) | Report     | Mervó 57' | Otago Stadium, Dunedin diváci: 5 149 rozhodčí: Antonio Mateu Lahoz |

| 10. června 2015 9:30 |        |          |                                                                            |
| USA                  | 1 – 0  | Kolumbie | Wellington Regional Stadium, Wellington diváci: 6 062 rozhodčí: Ivan Bebek |
| Rubin 58'            | Report |          | Wellington Regional Stadium, Wellington diváci: 6 062 rozhodčí: Ivan Bebek |

| 10. června 2015 9:30 |            |          |                                                                         |
| Ukrajina             | 1 – 1 (PP) | Senegal  | North Harbour Stadium, Auckland diváci: 6 905 rozhodčí: Ricardo Marques |
| Besyedin 70'         | Report     | Sarr 83' | North Harbour Stadium, Auckland diváci: 6 905 rozhodčí: Ricardo Marques |

|                                    |       | Penaltový rozstřel |  |
| Chumak Kharatin Habelok Luchkevych | 1 – 3 | Sarr Sylla Niang   |  |

| 11. června 2015 6:00 |        |                    |                                                                       |
| Rakousko             | 0 – 2  | Uzbekistán         | Northland Events Centre, Whangarei diváci: 3 964 rozhodčí: Jhon Pitti |
|                      | Report | Khamdamov 47', 57' | Northland Events Centre, Whangarei diváci: 3 964 rozhodčí: Jhon Pitti |

| 11. června 2015 9:30 |        |         |                                                                             |
| Německo              | 1 – 0  | Nigérie | Christchurch Stadium, Christchurch diváci: 5 288 rozhodčí: Fahad Al-Mirdasi |
| Öztunalı 19'         | Report |         | Christchurch Stadium, Christchurch diváci: 5 288 rozhodčí: Fahad Al-Mirdasi |

| 11. června 2015 9:30  |        |               |                                                                   |
| Portugalsko           | 2 – 1  | Nový Zéland   | Waikato Stadium, Hamilton diváci: 10 492 rozhodčí: Kim Jong-hyeok |
| Guzzo 24' Martins 87' | Report | Holthusen 64' | Waikato Stadium, Hamilton diváci: 10 492 rozhodčí: Kim Jong-hyeok |

| 11. června 2015 9:30 |            |         |                                                                   |
| Brazílie             | 0 – 0 (PP) | Uruguay | Stadium Taranaki, New Plymouth diváci: 4 358 rozhodčí: István Vad |
|                      | Report     |         | Stadium Taranaki, New Plymouth diváci: 4 358 rozhodčí: István Vad |

|                                         |       | Penaltový rozstřel                  |  |
| Pereira Lucão Danilo Jajá Gabriel Jesus | 5 – 4 | Arambarri Amaral Poyet Acosta Lemos |  |

### Čtvrtfinále
| 14. června 2015 3:00 |            |             |                                                                |
| Brazílie             | 0 – 0 (PP) | Portugalsko | Waikato Stadium, Hamilton diváci: 9 945 rozhodčí: Felix Zwayer |
|                      | Report     |             | Waikato Stadium, Hamilton diváci: 9 945 rozhodčí: Felix Zwayer |

|                                       |       | Penaltový rozstřel                       |  |
| A. Pereira Lucão Danilo Gabriel Jesus | 3 – 1 | Rony Lopes Guzzo André Silva Nuno Santos |  |

| 14. června 2015 3:00 |            |            |                                                                               |
| Mali                 | 1 – 1 (PP) | Německo    | Christchurch Stadium, Christchurch diváci: 7 007 rozhodčí: César Arturo Ramos |
| S. Coulibaly 58'     | Report     | Brandt 38' | Christchurch Stadium, Christchurch diváci: 7 007 rozhodčí: César Arturo Ramos |

|                                          |       | Penaltový rozstřel                       |  |
| Hamidou Guindo Koné A. Traoré Samassékou | 4 – 3 | Akpoguma Öztunalı Steinmann Brandt Stark |  |

| 14. června 2015 6:30 |            |        |                                                                            |
| USA                  | 0 – 0 (PP) | Srbsko | North Harbour Stadium, Auckland diváci: 10 826 rozhodčí: Artur Soares Dias |
|                      | Report     |        | North Harbour Stadium, Auckland diváci: 10 826 rozhodčí: Artur Soares Dias |

|                                                                           |       | Penaltový rozstřel                                                         |  |
| Rubin Payne Arriola Hyndman Zelalem Soñora Delgado Carter-Vickers Requejo | 5 – 6 | Zdjelar Mandić Babić Grujić Živković Rajković Antonov Veljković Maksimović |  |

| 14. června 2015 6:30 |        |           |                                                                                 |
| Uzbekistán           | 0 – 1  | Senegal   | Wellington Regional Stadium, Wellington diváci: 10 258 rozhodčí: Ovidiu Hațegan |
|                      | Report | Thiam 77' | Wellington Regional Stadium, Wellington diváci: 10 258 rozhodčí: Ovidiu Hațegan |

### Semifinále
| 17. června 2015 6:00                                             |        |         |                                                                           |
| Brazílie                                                         | 5 – 0  | Senegal | Christchurch Stadium, Christchurch diváci: 9 251 rozhodčí: Daniele Orsato |
| Correa 5' (vl.) Marcos Guilherme 7', 78' Boschilia 19' Jorge 35' | Report |         | Christchurch Stadium, Christchurch diváci: 9 251 rozhodčí: Daniele Orsato |

| 17. června 2015 9:30      |            |          |                                                                         |
| Srbsko                    | 2 – 1 (PP) | Mali     | North Harbour Stadium, Auckland diváci: 10 818 rozhodčí: Mauro Vigliano |
| Živković 4' Šaponjić 101' | Report     | Koné 39' | North Harbour Stadium, Auckland diváci: 10 818 rozhodčí: Mauro Vigliano |

### O 3. místo
| 20. června 2015 3:30 |        |                                     |                                                                       |
| Senegal              | 1 – 3  | Mali                                | North Harbour Stadium, Auckland diváci: 12 421 rozhodčí: Gehad Grisha |
| Wadji 64'            | Report | A. Traoré 74', 83' Samassékou 90+1' | North Harbour Stadium, Auckland diváci: 12 421 rozhodčí: Gehad Grisha |

### Finále
| 20. června 2015 7:00 |            |                            |                                                                           |
| Brazílie             | 1 – 2 (PP) | Srbsko                     | North Harbour Stadium, Auckland diváci: 25 317 rozhodčí: Fahad Al-Mirdasi |
| A. Pereira 73'       | Report     | Mandić 70' Maksimović 118' | North Harbour Stadium, Auckland diváci: 25 317 rozhodčí: Fahad Al-Mirdasi |

## Vítěz
| Mistrovství světa ve fotbale hráčů do 20 let 2015 Srbsko (1. titul) Predrag Rajković • Milan Gajić • Nemanja Antonov • Saša Zdjelar • Miloš Veljković • Srđan Babić • Ivan Šaponjić • Nemanja Maksimović • Staniša Mandić • Mijat Gaćinović • Andrija Živković • Filip Manojlović • Stefan Milošević • Vukašin Jovanović • Miladin Stevanović • Marko Grujić • Radovan Pankov • Filip Janković • Stefan Ilić • Sergej Milinković-Savić • Vanja Milinković-Savić |